# St. Marien (Heinersdorf)

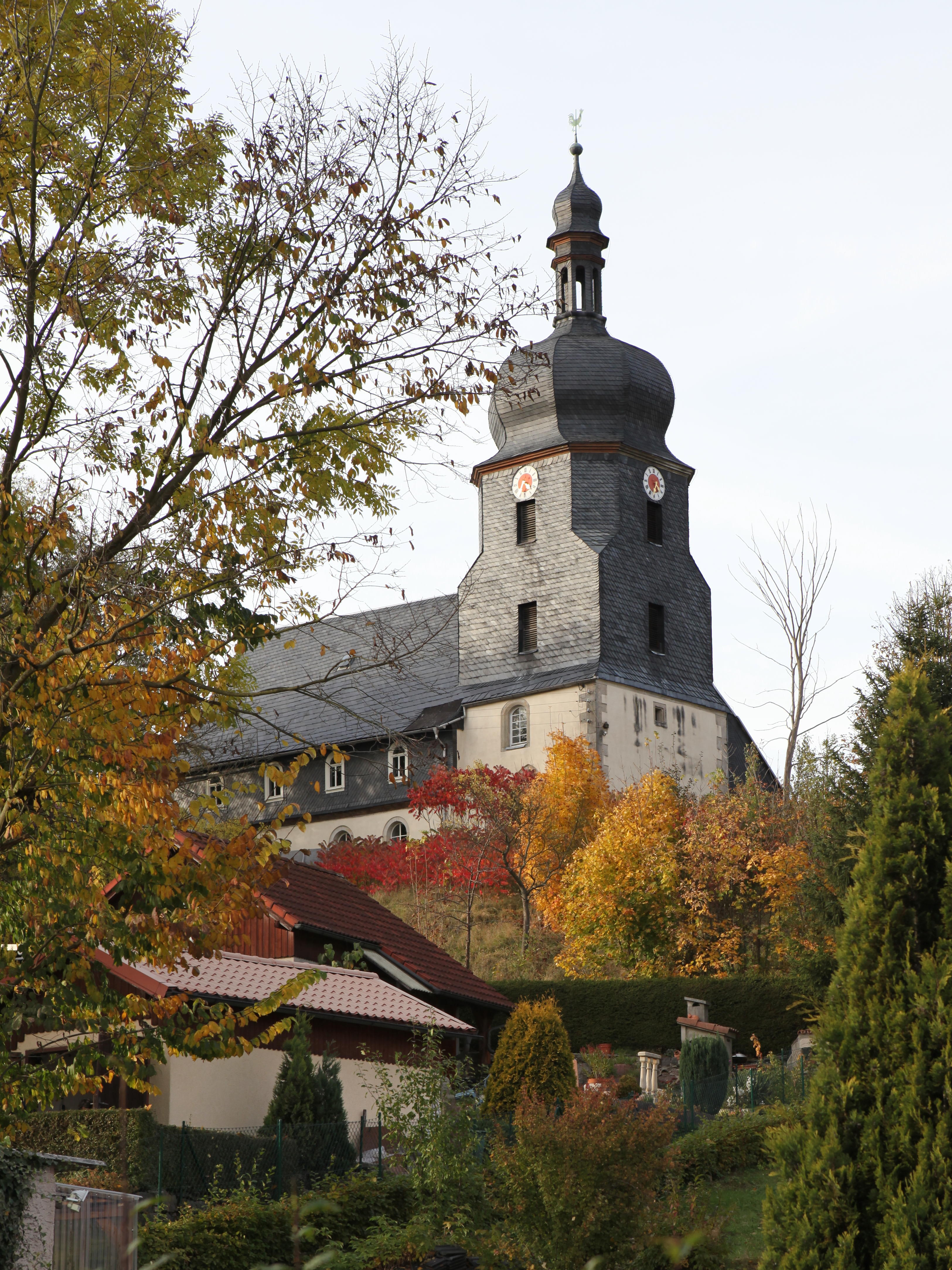
St. Marien in Heinersdorf

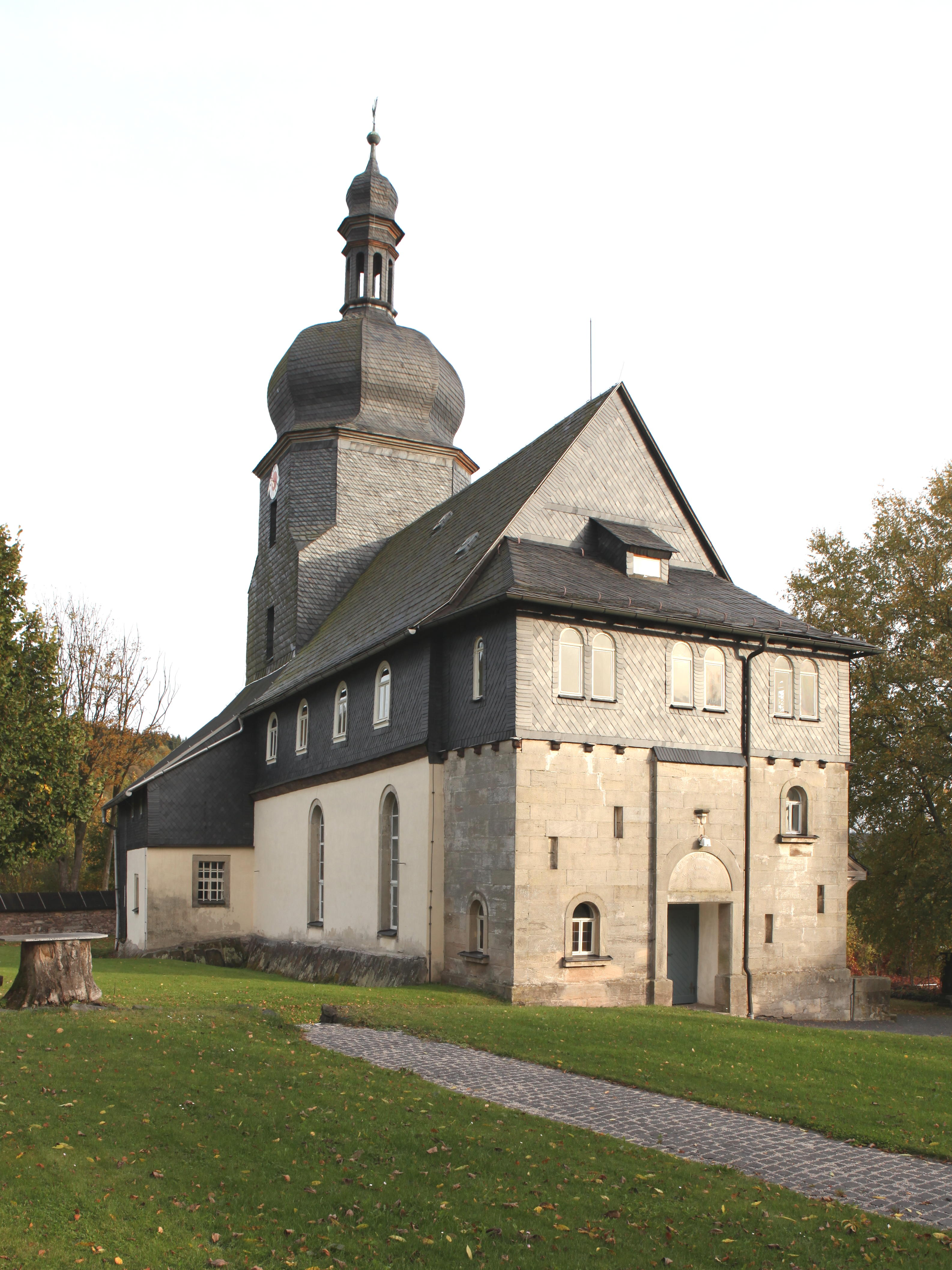
Nord-West-Seite

Die evangelisch-lutherische Kirche St. Marien steht ortsbildprägend auf einem Kirchhügel in Heinersdorf, einem Ortsteil der Gemeinde Föritztal im Landkreis Sonneberg (Thüringen).
Das denkmalgeschützte Gebäude geht in seinem Kern auf eine Kapelle zurück, die im hohen Mittelalter eine Filialkirche der Pfarrei Rothenkirchen war. 1493 richtete der Bamberger Bischof Heinrich III. Groß von Trockau die eigenständige Pfarrei St. Marien in Heinersdorf ein. Im selben Jahr entstand ein spätgotischer Kirchenbau als Chorturmkirche. 1525 wurde die Kirche protestantisch. Von 1626 bis 1630 folgte eine Sanierung mit einer Neuerrichtung des Langhauses, das 1748 um ein Fachwerkgeschoss aufgestockt und innen im Stil des Rokoko umgestaltet wurde. 1821 bis 1826 wurden unter anderem die Fenster vergrößert sowie die Decke und Emporenfelder neu gestaltet. 1891/91 kam es zum Anbau eines Treppenhauses und zu einer historistischen Restaurierung, ehe 1963 die spätbarocke Fassung wieder hergestellt wurde. Die Saalkirche hat einen eingezogenen, geraden geschlossenen Chor sowie einen 33 Meter hohen Chorturm mit welscher Haube und Laterne. Die Außenwände sind bereichsweise verschiefert. Der barock geprägte Innenraum wird von einer Flachdecke überspannt. Eine doppelgeschossige Empore steht an drei Wandseiten. Die Orgel stammt aus dem Jahr 1915 und befindet sich auf einer Empore im Chorraum.
Die Ausstattung der Kirche umfasst unter anderem spätgotische, um 1490 entstandene Schnitzwerke. Die Figuren stellen Maria auf der Mondsichel, Johannes den Evangelisten und die heiligen Elisabeth und Margarete dar. Spätestens ab dem 17. Jahrhundert wurde die Mondsichelmadonna in der protestantischen Kirche als Maria in der Verlassenheit Ziel von Wallfahrten katholischer Gläubiger.
Im Kirchturm hängen drei Bronzeglocken. Die große Glocke wurde 1610 bei Melchior und Hieronimus Moerinck in Erfurt gegossen. Sie trägt den Namen des Herzogs Johann Casimir und ein Kruzifix. Die mittlere Glocke aus dem 14. Jahrhundert ist wohl ein Geschenk vom Kloster Banz. Die kleinste Glocke stammt aus dem Jahr 1959 und entstand bei Franz Schilling Söhne in Apolda. Sie ersetzte eine im Jahr 1942 beschlagnahmte, etwa 500 Jahre alte Glocke.